# Spillern
Spillern là một thị trấn ở huyện Korneuburg thuộc bang Niederösterreich nước Áo. Đô thị Spillern có diện tích 12,69 km², dân số năm 2001 là 1718 người.

## Biến động dân số
| Năm điều tra | Dân số |
| 2001         | 1.718  |
| 1991         | 1.506  |
| 1981         | 1.346  |
| 1971         | 1.210  |